# Modrý Kameň
Modrý Kameň (německy Blauenstein, maďarsky Kékkő) je městečko na jižním Slovensku, v Banskobystrickém kraji. Podle sčítání z roku 2001 to bylo město s nejmenším počtem obyvatel na Slovensku, k roku 2012 je druhým nejmenším městem na Slovensku - nejmenším městem se staly Dudince.

## Poloha
Město se nachází na Krupinské planině, cca 4 km od Velkého Krtíše a cca 50 km od Zvolenu. Protéká jím Krtíš a jeho přítok Riečka. V okolí se nachází rezervace Modrokamenská lesostep a vojenský újezd Lešť, na vrchu Kalvária byla v 18. století vybudována křížová cesta, kulturní památkou je také barokní mariánský sloup na náměstí.

## Historie
První písemná zmínka o obci pochází z roku 1272. Hrad nad obcí je doložen roku 1278, sídlil na něm rod Balašů, z něhož pocházel básník Valentín Balaša. V letech 1575 až 1593 na hradě vládli osmanští Turci a dali mu nové jméno Ikipolanka, při ústupových bojích většinu hradu zničili, část areálu byla přestavěna roku 1730 na kaštel. V roce 1923 hrad připadl státu, sídlí v něm muzeum loutkářství a muzeum zubařské techniky. Modrý Kameň byl v letech 1912 až 1960 sídlem okresu. Statut města získal Modrý Kameň v roce 1969.

## Ekonomika
Město je díky teplému klimatu známé pěstováním jedlých kaštanů a révy vinné, je centrem Modrokamenského vinohradnického rajónu, produkovalo se zde známkové víno Modrokamenský krištáľ.

## Partnerská města
- Opatów (Polsko)
- Bercel (Maďarsko)